# Petar Velimirović
Petar Velimirović (Sikole, 16 gennaio 1848 – Belgrado, 23 dicembre 1911) è stato un politico serbo, primo ministro del Regno di Serbia per meno di un mese: dal 29 ottobre al 20 novembre 1902.

## Biografia
Dopo essersi laureato al Politecnico di Zurigo torna in Patria.
Tra i fondatori del partito radicale viene eletto in Parlamento nel 1880.
Tre anni dopo emigra in Bulgaria ma torna a Belgrado per ricoprire la carica di Ministro dei Lavori Pubblici a partire dal 1887.
Dopo aver ricoperto per qualche settimana la carica di primo ministro nel 1902, viene nominato Presidente del Parlamento.